# Závada (powiat Veľký Krtíš)
Závada (węg. Érújfalu, do 1899 Zavada) – wieś (obec) na Słowacji położona w kraju bańskobystrzyckim, w powiecie Veľký Krtíš. Pierwsze wzmianki o miejscowości pochodzą z 1393 roku.
Według danych z dnia 31 grudnia 2012 roku, wieś zamieszkiwało 498 osób, w tym 251 kobiet i 247 mężczyzn.
W 2001 roku rozkład populacji względem narodowości i przynależności etnicznej wyglądał następująco:
- Słowacy – 96,37%
- Czesi – 0,96%
- Ukraińcy – 0,38%
- Węgrzy – 1,15%

Ze względu na wyznawaną religię struktura mieszkańców kształtowała się w 2001 roku następująco:
- Katolicy rzymscy – 42,26%
- Grekokatolicy – 0,57%
- Ewangelicy – 37,28%
- Prawosławni – 0,57%
- Ateiści – 15,49%
- Nie podano – 2,49%